# Zpětná hypotéka
Zpětná neboli reverzní hypotéka je hypoteční úvěr, obvykle zajištěný nemovitostí určenou k bydlení, který umožňuje dlužníkovi přístup k hotovým penězům. Půjčky jsou obvykle poskytovány starším majitelům domů a obvykle nevyžadují měsíční splátky hypotéky. Jde o čerpání peněz, které by jinak zůstaly vázané v hodnotě seniorem vlastněné nemovitosti. Peníze z půjčky si její příjemce buď vyzvedne jednorázově, nebo si je nechá postupně vyplácet jako přilepšení k důchodu.
Vzhledem k tomu, že u reverzní hypotéky nejsou vyžadovány žádné hypoteční splátky, každý měsíc se k zůstatku úvěru připočítává úrok. Rostoucí zůstatek úvěru může sice teoreticky přesáhnout aktuální hodnotu nemovitosti, zejména v dobách klesajících hodnot domů nebo pokud dlužník nadále žije v domě po mnoho let. Dlužník (nebo dědic dlužníka) však obecně není povinen splácet jakýkoli dodatečný zůstatek úvěru převyšující hodnotu domu.
Specifická pravidla pro reverzní hypoteční transakce se liší v závislosti na zákonech země. Například v Kanadě nesmí zůstatek úvěru ze zákona překročit reálnou tržní hodnotu domu.

## Historie zpětné hypotéky
První reverzní hypotéku poskytla lokální banka v americkém Portlandu v roce 1961. Její majitel Nelson Haynes chtěl tímto způsobem pomoci vdově po jednom ze svých přátel, aby mohla dál žít ve svém domě.
V následujících letech tento produkt získával na popularitě. Reagoval totiž na stárnutí obyvatel, kterým umožnil financovat jejich výdaje, aniž by kvůli získání prostředků museli prodávat svůj dům či byt.
V roce 1988 proto byla zpětná hypotéka v USA uzákoněna na federální úrovni a postupně se rozšířila do řady dalších zemí. V současnosti ji mohou využít například také občané Kanady, Austrálie, v Evropě pak Velké Británie nebo Švédska. V České republice získala v roce 2018 nebankovní úvěrovou licenci první společnost nabízející reverzní hypotéku (FINEMO.CZ).

## Povinnosti dlužníka
Dlužníci jsou stále zodpovědni za úhradu daně z nemovitosti nebo pojištění domu stejně jako musí dům udržovat v dobrém stavu.

## Kontroverze
Někteří ekonomové tvrdí, že reverzní hypotéky mohou být pro starší osoby přínosem tím, že postupně vyrovnají jejich příjmové a spotřební toky.
Regulační orgány, jako je Consumer Financial Protection Bureau, však tvrdí, že reverzní hypotéky jsou „složité produkty a pro spotřebitele je obtížné jim porozumět“, zejména ve světle klamavé reklamy, nekvalitního poradenství, rizika podvodu a dalších rizik.
Fio banka sdělila, že zpětnou hypotéku nenabízí a ani se k tomu nechystá. Jedním z důvodů je i údajná etická rozporuplnost tohoto typu hypotéky.
Je proto velmi důležité, aby si případní zájemci o tento produkt dobře prověřili poskytovatele úvěru a v případě, že je to možné, zkonzultovali pořízení Reverzní hypotéky se svými potomky, či jinými příbuznými.

### Výhody zpětné hypotéky
Hlavní předností zpětné hypotéky je fakt, že lidem poskytuje prostředky nad rámec jejich často nedostačující penze, které jim umožňují hradit potřebné výdaje, zachovat nebo zvýšit životní úroveň ve stáří, případně vyřešit jejich finanční nesnáze (např. se splácením jiných dluhů a závazků).
Majitelé nemovitosti přitom nemusejí půjčku splácet. Dluh se umoří až po prodeji nemovitosti – obvykle poté, co původní majitelé zemřou nebo se přestěhují.

### Nevýhody zpětné hypotéky
Podobně jako u klasické hypotéky musejí klienti, kteří chtějí zpětnou hypotéku využít, počítat se souvisejícími poplatky.
Například poplatek za:
- vklad zástavního práva do katastru,
- odhad ceny nemovitosti,
- poplatek za vyřízení úvěru (bývá zde obvykle vyšší než u klasické hypotéky na bydlení, ale žadatelé zpravidla nemusí disponovat hotovostí na jeho úhradu, protože poskytovatelé nabízejí možnost připočítat tento poplatek k jistině úvěru).

Vyšší než u klasické hypotéky na bydlení bývá také úroková sazba reverzní hypotéky (obvykle o několik procentních bodů nad úrovní standardních úvěrů na bydlení).
Majitelé navíc nesmějí se svou nemovitostí libovolně nakládat. Pokud chtějí například pronajmout část domu, potřebují souhlas poskytovatele úvěru. V případě, že vlastníci v dané nemovitosti delší dobu nebydlí, a do nemovitosti se již (např. ze zdravotních důvodů) nemohou vrátit,  řeší se tato situace individuálně. Pokud majitelé nemovitosti zemřou, stává se součástí dědického řízení nejen nemovitost, ale také úvěr, který je na ni vázaný. Pohledávka pak bývá obvykle umořena prodejem nemovitosti, příp. z jiných zdrojů dědiců majitele.

## Česká republika
Podle ČNB "V českém právním řádu legální definice termínu zpětná či reverzní hypotéka neexistuje a může proto zahrnovat řadu různých obchodních modelů. V nejjednodušší podobě jde o prodej nemovitosti s tím, že je původnímu vlastníku umožněno nadále ji užívat. Pokud je tento model provozován podnikatelským způsobem, postačí pro něj získat živnostenské oprávnění. Tento druh uvolnění kapitálu nepodléhá dohledu ČNB. Ve variantě, kdy nemovitost slouží pouze jako zajištění a vlastník si vlastnické právo k ní ponechává, jde o úvěrový produkt. Toto zajištění může mít pouze formu zástavního práva. Se zpětnou hypotékou souvisí řada rizik, která by spotřebitelé měli zvážit... ."
Zpětná hypotéka se většinově ukončuje úmrtím spotřebitele, který si hypotéku sjednal. Jeho smrtí pak nastává moment, kdy je dlužník (zde dědic) nucen hypotéku jednorázově splatit. V České republice však "odmítne-li dědic dědictví pod podmínkou, s výhradou nebo jen zčásti, je odmítnutí dědictví neplatné". Není tedy možné odmítnout jen nemovitost, zatíženou zpětnou hypotékou, a o zbytek dědictví se přihlásit.
České banky doposud tento produkt nenabízí, ale např. Česká spořitelna její zařazení v budoucnu nevyloučila.
I Národní ekonomická rada vlády (NERV) vidí v reverzních hypotékách potenciál: „Tento nástroj by mohl pomoci zejména starším domácnostem, které žijí v energeticky náročných budovách a jsou ohrožené energetickou chudobou. Legislativně je využívání tohoto nástroje možné, ale banky jej příliš nevyužívají. Je třeba detailnější výzkum, jaké bariéry by vedly k vyššímu a bezpečnému využívání.“